# ACM (企業)
株式会社ACM（英: Anpanman Children's Museum）は、日本テレビホールディングスの子会社で、全国にあるアンパンマンこどもミュージアムの企画・運営を行う企業。仙台・横浜・名古屋・神戸・福岡にある5つの施設を運営している。
なお、高知県香美市にあるアンパンマンミュージアム（香美市立やなせたかし記念館）とは無関係。

## 概要
2006年アンパンマンに関連する商品を扱う21社からなる横浜LLPが組成され、2009年に株式会社アンパンマンチルドレンスミュージアムを設立。2013年に社名を変更、現社名の株式会社ACMとなる。
ミュージアムにはショップやレストランが併設されていて、一部エリアは入場無料となっている。
2017年、日本テレビ音楽株式会社が株式を追加取得し、日本テレビホールディングスの連結子会社となった。

## 沿革
- 2006年 - アンパンマンの関連商品を扱うライセンサーとライセンシー21社により、横浜アンパンマンこどもミュージアム&モール立ち上げに向けて横浜LLPを組成。
- 2007年 - 横浜アンパンマンこどもミュージアム&モールをオープン。
- 2009年 - 名古屋LLP組成を目的とした横浜LLPの100%出資子会社である株式会社アンパンマンチルドレンスミュージアムを設立し、名古屋LLPを組成。
- 2010年 - 名古屋アンパンマンこどもミュージアム&パークをオープンし、仙台ミュージアム立ち上げのため仙台LLPを組成。
- 2011年 - 仙台アンパンマンこどもミュージアム&モールをオープン。
- 2012年 - 神戸ミュージアム立ち上げのため、神戸LLPを組成。
- 2013年 - 神戸アンパンマンこどもミュージアム&モールをオープンし、福岡ミュージアム立ち上げのため福岡LLPを組成。さらに組織再編成をし、横浜LLPの事業を引き継ぎ株式会社ACMに社名を変更。
- 2014年 - 福岡アンパンマンこどもミュージアムinモールをオープン。
- 2017年 - 横浜アンパンマンこどもミュージアム&モールが開業10周年を迎える。第三者割当増資により、日本テレビホールディングスの連結子会社となる[3]。
- 2018年 - 横浜アンパンマンこどもミュージアム&モールが入館者数900万人達成[5]。
- 2019年 - 横浜アンパンマンこどもミュージアムが移転により営業終了し、新施設横浜アンパンマンこどもミュージアムをオープン[6]。
- 2020年 - 横浜・名古屋・仙台・神戸・福岡のすべての施設が新型コロナウィルスの影響により2月29日から5月31日まで休館[7]。

## テーマパーク一覧
- 横浜アンパンマンこどもミュージアム[8]
- 名古屋アンパンマンこどもミュージアム＆パーク[9]
- 仙台アンパンマンこどもミュージアム＆モール[10]
- 神戸アンパンマンこどもミュージアム＆モール[11]
- 福岡アンパンマンこどもミュージアムinモール[12]